# Ороско (Біская)
Ороско (баск. Orozko (офіційна назва), ісп. Orozco) — муніципалітет в Іспанії, у складі автономної спільноти Країна Басків, у провінції Біская. Населення — 2409 осіб (2009).
Муніципалітет розташований на відстані близько 310 км на північ від Мадрида, 17 км на південь від Більбао.
На території муніципалітету розташовані такі населені пункти: (дані про населення за 2009 рік)
- Арбайса: 55 осіб
- Бенгоечеа: 97 осіб
- Гальярту: 43 особи
- Ібарра: 185 осіб
- Муруета: 110 осіб
- Сан-Мартін: 139 осіб
- Урігойті: 51 особа
- Субіаур: 1729 осіб

## Демографія
Динаміка населення (INE ):

## Галерея зображень

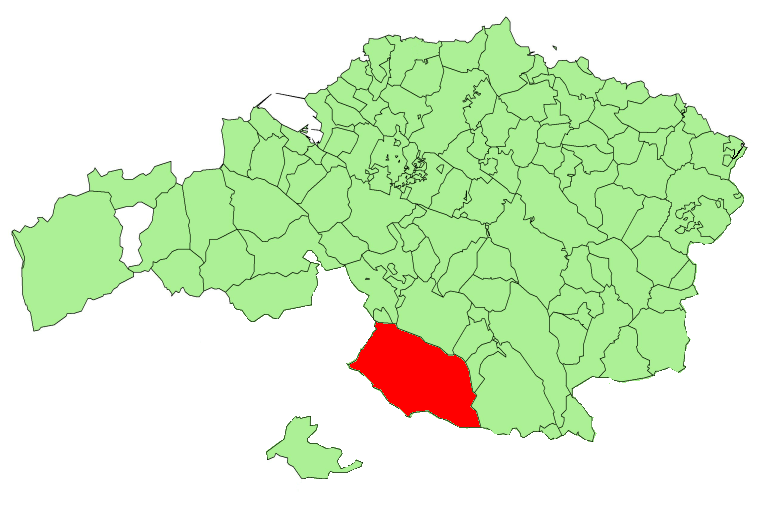
Розташування муніципалітету
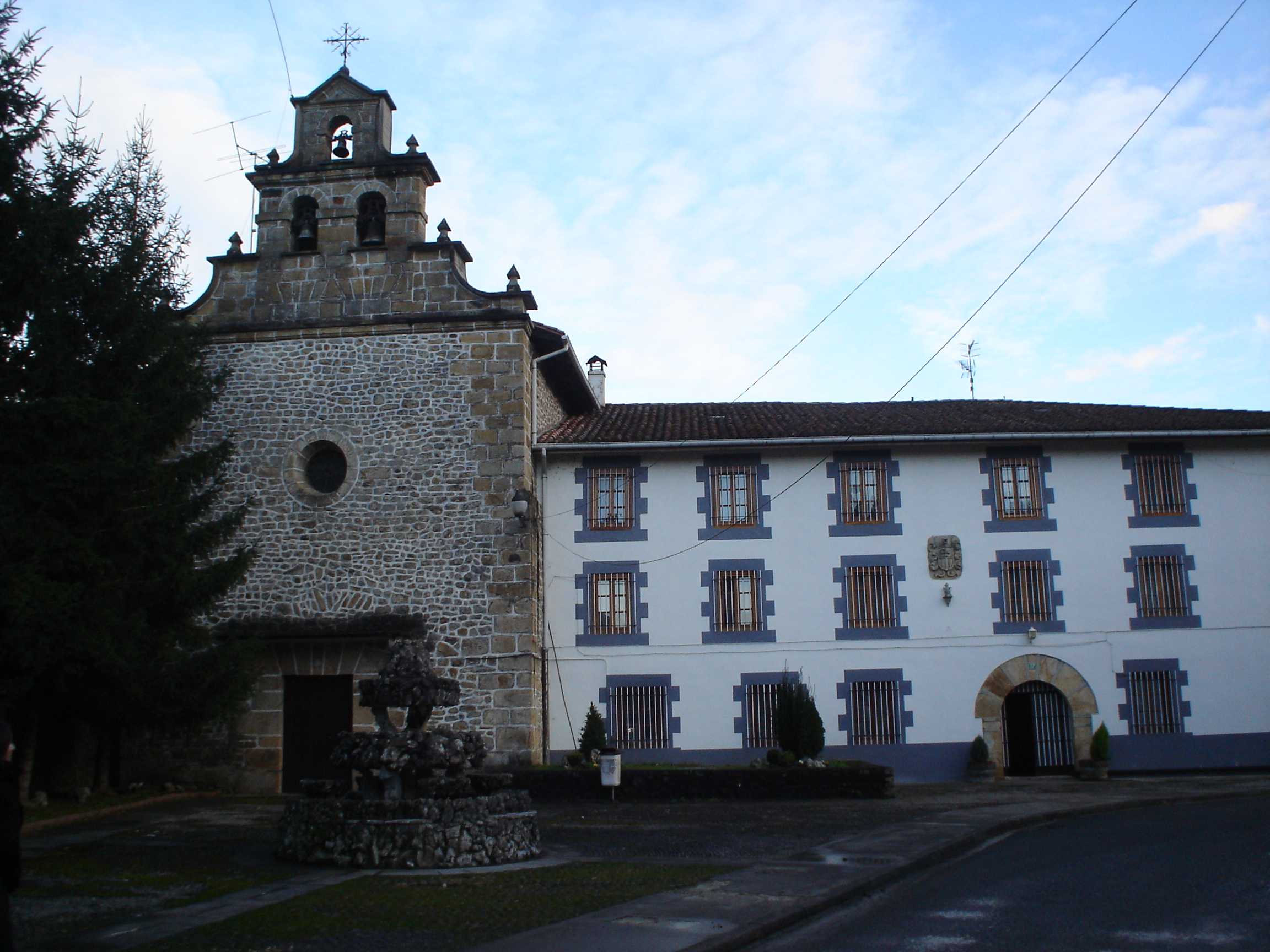
Монастир у Ібаррі